# Tetrarquia de Herodes
Tetrarquia de Herodes é o nome geralmente dado ao sistema de governo que se criou nos domínios de Herodes, o Grande depois de sua morte em 4 d.C. Ele deixou disposto em testamento o que pretendia fosse feito do reino que conquistara e governara com mão de ferro. Segundo sua vontade, o reino seria dividido entre três dos quatro filhos que ainda estavam vivos:
- Herodes Arquelau seria rei da Judeia (incluindo Samaria e Idumeia)
- Herodes Antipas seria tetrarca da Galileia (incluindo a Pereia)
- Filipe seria tetrarca da Traconítida  (incluindo Galianítida, Batanéia, Auralnitis e Panéia).

O outro filho sobrevivente, Herodes Filipe, que vivia em Roma, foi ignorado na partilha.   
Mas essas disposições tinham que ser referendadas pelo imperador romano. Por isso, os três herdeiros trataram de viajar para a capital do Império, a fim de defender seus interesses.
Filipe e Antipas logo partiram, mas Arquelau ficou retido em Jerusalém, devido a um levante popular que explodiu tão logo se anunciou a morte de seu pai. Aproveitando-se da situação, ao chegar a Roma, o ardiloso Antipas tentou conquistar para si a dignidade real, distribuindo valiosos presentes entre os senadores e impugnando a candidatura de seu irmão.
Quando Arquelau afinal também chegou, deparou-se com essa situação e com mais uma outra, não menos grave. Uma delegação de abastados membros da elite de Jerusalém, apoiada por outros judeus que moravam na Itália, propunha a pura e simples abolição da monarquia e o estabelecimento de um governo romano direto sobre a Judeia. Para sustentar sua proposta, a delegação queixava-se da forma tirânica como o povo fora tratado por Herodes e haveria de continuar a sê-lo sob o jugo de seus herdeiros.
A sentença de Augusto ignorou os desejos da delegação judaica, mas promoveu algumas alterações no testamento de Herodes, decretando que:

- Arquelau seria reconhecido apenas como etnarca da Judeia, com a promessa de vir a receber a coroa caso se mostrasse merecedor da realeza.
- As tetrarquia de Arquelau e Filipe seriam mantidas conforme o disposto por Herodes.
- As cidades de Gaza, Gadara e Hippos, que Augusto dera a Herodes, tornar-se-iam comunidades urbanas auto-governadas, reportando-se ao governador da província da Síria.

A maneira inábil como Arquelau cuidara do motim em Jerusalém, evidenciara seu despreparo para o exercício do poder. De fato, nos dez anos em que governou a Judeia, seu despotismo forneceu abundantes motivos para que uma nova delegação renovasse, junto ao Imperador, a proposta feita no passado. E, dessa vez, Augusto concordou. Arquelau foi deposto e banido para a Gália (6 d.C.), tornando-se a Judeia uma província imperial.
Até 41 a província foi administrada por um Prefeito (praefectus), subordinado ao governador da Síria. Em 44, com a morte do rei Herodes Agripa I, ela se desvinculou da Síria, passando a ser governada por um Procurador, que respondia diretamente ao Imperador romano.